# 蒂爾卡河
49°40′59″N 18°39′23″E / 49.68306°N 18.65639°E

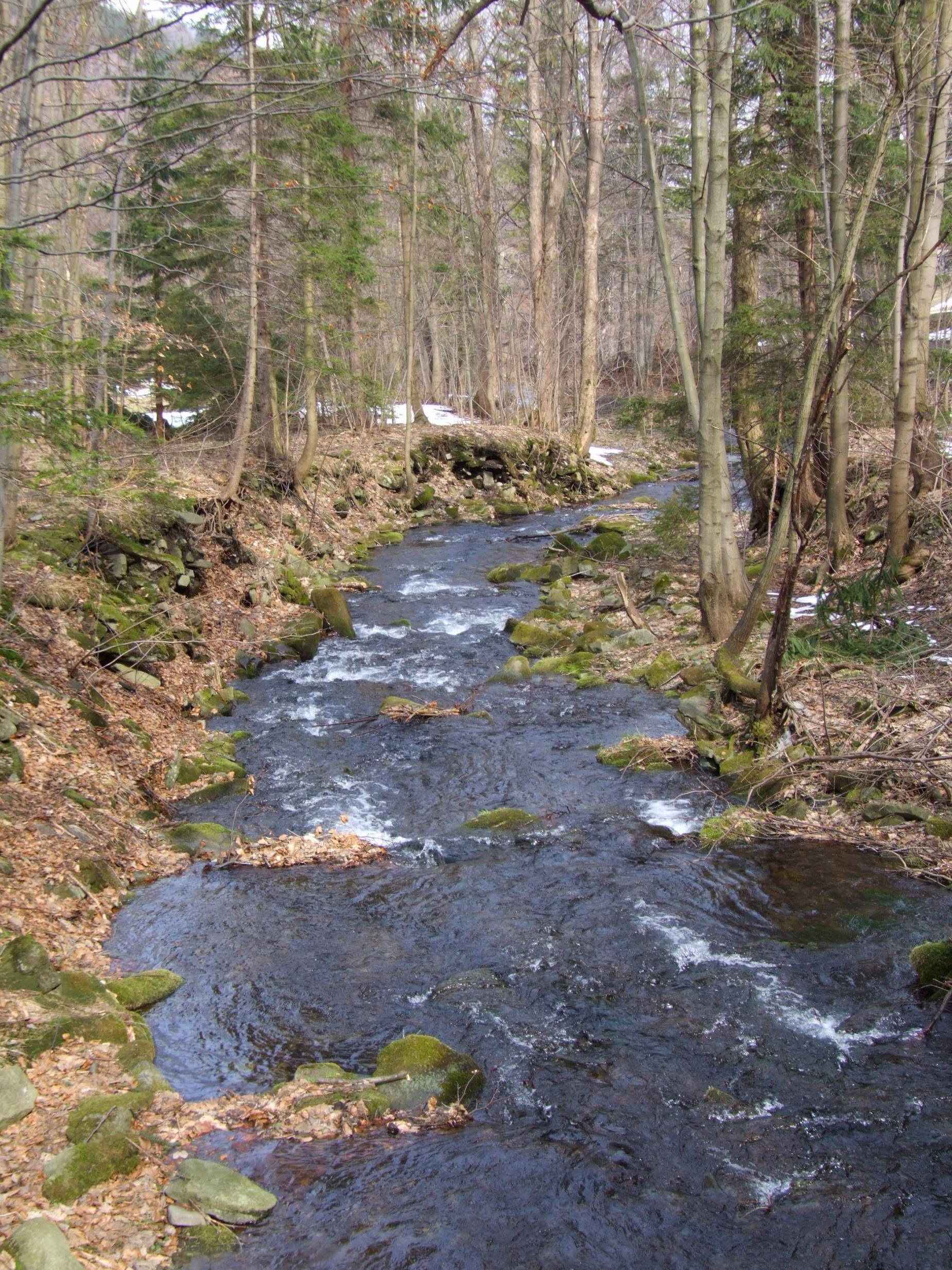

蒂爾卡河是捷克的河流，位於該國東部摩拉維亞-西里西亞州，屬於奧爾扎河的支流，河道全長13公里，流域面積31平方公里，河口處在特日內茨。